# 컷신

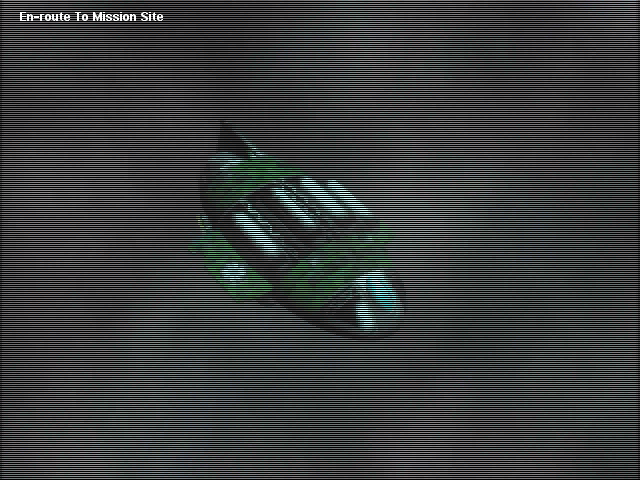
자유-오픈 소스 비디오 게임 워존 2100의 미리 렌더링된 컷신의 스크린샷

컷신(cutscene) 또는 이벤트 신(event scene)은 상호작용적이지 않은 비디오 게임의 시퀀스이다. 이러한 신들은 캐릭터 간 대화를 표출하고 분위기를 설정하며 플레이어에게 보상을 주고 새로운 게임플레이 요소를 도입하고 플레이어의 액션 효과를 표출하고 감정적 연결을 만들고 속도를 개선하고 미래 사건의 전조를 이야기하기 위해 사용할 수 있다.
컷신은 그때그때 진행되는 렌더링의 기능을 하며 게임플레이 그래픽스를 사용하여 스크립트화된 이벤트를 만든다. 컷신은 비디오 파일로부터 미리 렌더링된 스트리밍 컴퓨터 그래픽스일 수도 있다. 비디오 게임에 사용되는(컷신 중이든 게임플레이 그 자체이든) 미리 제작된 비디오는 풀 모션 비디오 또는 FMV라고 부른다. 컷신은 다른 형태로도 나타날 수 있는데, 이를테면 일련의 이미지들이라든지 플레인 텍스트, 오디오를 들 수 있다.

## 역사
"컷신"이라는 용어는 게임 디자인 론 길버트가 1987년 모험 게임 마니악 맨션에 비대화식 줄거리 시퀀스를 기술하기 위해 고안한 용어이다. 초기 메인프레임 게임인 The Sumerian Game(1964년)은 오디오 녹음과 동기화된 슬라이드쇼에 수메르 환경을 도입하고 있다. 팩맨(1980년)은 팩맨과 고스트가 서로 쫓아다니는 것에 대한 형태로 컷신을 활용한 최초의 게임으로 종종 언급된다. 스페이스 인베이더 파트 II는 같은 해 비슷한 기법을 적용하였다.